# Elizabeth Thompson
Pour les articles homonymes, voir Elizabeth Thompson (homonymie) et Thompson.
Elizabeth Southerden Thompson Butler (née le 3 novembre 1846 à Lausanne, et morte le 2 octobre 1933 dans le comté de Meath) est une peintre britannique. C'est l'une des rares femmes peintres à connaître la célébrité dans son genre, la peinture d'histoire, et en particulier les scènes de bataille, alors même que ce type de production s'essouffle. Certaines de ses scènes militaires les plus célèbres sont inspirées des guerres napoléoniennes, mais elle a aussi travaillé autour de la plupart des grands conflits de la fin du XIXe, et peint plusieurs œuvres représentant la Première Guerre mondiale. Elle est l'épouse de l'officier et écrivain William Francis Butler.

## Biographie
Née à Villa Claremont à Lausanne en Suisse le 3 novembre 1846, elle se spécialise dans la peinture de scènes des campagnes de l'armée britannique, comme la Guerre de Crimée et la bataille de Waterloo. The Roll Call (en) (acheté par la reine Victoria), The Defence of Rorke's Drift, et Scotland Forever! (en), montrant les Royal Scots Greys pendant la bataille de Waterloo, figurent au nombre de ses œuvres les plus connues. Elle publie une autobiographie en 1922, rapportant son expérience de la peinture militaire,,.
Elle est la fille de Thomas James Thompson (1812-1881) et de sa seconde épouse Christiana Weller (1825-1910). Sa sœur est l'essayiste et poète Alice Meynell. Elizabeth Thompson reçoit des leçons d'art en 1862, alors qu'elle vit en Italie. En 1866, elle va à South Kensington, à Londres, et s'inscrit au Royal College of Art. Elle devient catholique, tout comme le reste de sa famille, lorsqu'ils emménagent à Florence en 1869. Dans cette ville, elle suit l'enseignement de l'artiste Giuseppe Bellucci (1827-1882), et entre à l'Accademia di Belle Arti, les Beaux-Arts de Florence. Elle signe ses œuvres E. B., Elizth. Thompson, ou Mimi Thompson (Mimi étant son surnom d'enfance).
Au début de sa carrière, elle se concentre sur des thèmes religieux, comme The Magnificat (1872). Se rendant à Paris en 1870, elle a l'occasion d'observer des scènes de bataille peintes par Meissonnier et Detaille, maîtres incontestés de l'art académique de l'époque, lui donnant le goût de la peinture de guerre. Avec son tableau Missing (1873), une scène de bataille représentant la Guerre franco-prussienne faisant figurer l'héroïsme des troupes et la souffrance des soldats, elle expose pour la première fois à la Royal Academy. En 1874, son tableau The Roll Call, exposé dans cette institution, lui permet d'acquérir une renommée nationale. Représentant un épisode de la Guerre de Crimée, une enfilade de soldats exténués sont dénombrés par un officier à cheval (240). Comme ses tableaux étaient exposés en Europe, elle est remarquée par le public, les peintres de scènes de batailles étant rarement des jeunes femmes. Des photographies d'Elizabeth Thompson ont par ailleurs circulé avec ses tableaux en tant que cartes-de-visite, contribuant à faire croître sa popularité (241). Sa célébrité est renforcée par la vague de romantisme et de fierté victorienne qui touche les élites de l'Empire britannique, alors en pleine expansion coloniale. Ses œuvres ont tendance à se concentrer sur les troupes britanniques en pleine action, ou peu de temps après, avec un réalisme particulier. Elles ne dépeignent cependant pas de combat au corps à corps. Les unités sont souvent montrées du point de vue que leurs adversaires pourraient avoir eu sur le champ de bataille. Les effectifs ennemis sont cependant rarement représentés.
Sa carrière prend un coup d'arrêt lorsqu'elle se marie, le 11 juin 1877, à William Francis Butler (1838-1910), officier distingué de l'Armée britannique, originaire du comté de Tipperary, en Irlande. Ce mariage l'oblige à voyager aux côtés de son mari à travers tout l'Empire, élevant leurs six enfants. Progressivement, Elizabeth Thompson devenue Lady Butler, devient, sous l'influence des opinions politiques de son mari, critique de l'impérialisme colonial du Royaume-Uni et des autres puissances européennes, qu'ils ne considèrent pas comme allant dans l'intérêt des peuples colonisés. Cela ne l'empêche pas de continuer à peindre des scènes montrant la vaillance des soldats britanniques.
Elle obtient un succès modéré avec The Return from Inkerman en 1877, mais s'ensuit un certain désintérêt pour ses sujets de la guerre de Crimée. Elle représente par la suite des conflits impériaux contemporains. Sa carrière décline après 1881, année où elle présente The Defense of Rorke's Drift, January 22nd, 1879 à la Royal Academy, un tableau pour lequel elle s'inspire de comptes-rendus des survivants. Son déclin est en partie dû à la compétition masculine, comme Charles Edwin Fripp, qui a l'avantage d'avoir directement accès aux champs de bataille (30). Du fait de son mariage, Elizabeth Thompson conserve une association par alliance avec la vie militaire au temps des campagnes impériales en Afghanistan et en Égypte, ce qui lui fait représenter les conflits internationaux de son époque (144).
Son déclin après les années 1880 est en partie expliqué par l'influence sur ses compositions de sujets coloniaux du discours anti-impérialiste partagé par son mari. Toujours empreintes d'une sympathie face au simple soldat, ses peintures cadrent mal avec le besoin de gloire militaire du public britannique. Ses tableaux comme Floreat Etona! (1882) ou A Desert Grave (1887) soulignent maladroitement les défaites impériales de la guerre du Transvaal de 1880-1881 et de l'expédition de relève de Gordon de 1884-1885, respectivement. Même dans son tableau le plus connu de cette époque, After the Battle (1885), dont le sujet est l'éclatante victoire de Wolseley à la bataille de Tel El Kebir en 1882, elle ne représente pas la victoire, mais la marche la précédant.
Butler aurait apparemment tenté d'empêcher sa femme de représenter cette dernière bataille, un affrontement qu'il jugeait inutile (30).
Elizabeth Thompson a également exécuté quelques illustrations en noir et blanc, y compris pour des poèmes de sa sœur, Alice Meynell, et des œuvres de Thackeray. Sa fille, Elizabeth Butler, épouse le lieutenant-colonel Randolph Albert Fitzhardinge Kingscote (1867-1940) le 24 juillet 1903.
Lorsque son mari prend sa retraite du corps militaire, elle s'installe avec lui en Irlande, où ils vivent au château de Bansha, dans le comté de Tipperary.
Elle expose à la Royal Hibernian Academy à partir de 1892. Parmi les tableaux qu'elle emporte avec elle dans sa nouvelle demeure se trouve un ensemble d'aquarelles qu'elle avait peint lors de son passage, avec son mari, en Palestine. Pendant la Guerre civile irlandaise, ces œuvres sont envoyées au château de Gormanston, mais sont quasiment toutes détruites par les bombardements allemands sur Londres, pendant la Seconde Guerre mondiale.
Elizabeth Thompson devient veuve en 1910, mais continue à vivre à Bansha jusqu'en 1922. Elle va jusqu'à peindre certains conflits de la Première Guerre mondiale, son dernier tableau présenté à la Royal Academy, In Retreat from Mons: The Royal Horse Guards est exposé en 1920 alors qu'elle a 73 ans (33) . Elle s'installe ensuite avec la plus jeune de ses six enfants, Eileen, vicomtesse de Gormanston, dans leur château, situé dans le comté de Meath. Elle y meurt peu de temps avant son 87e anniversaire, le 2 octobre 1933, et est inhumée au cimetière Stamullen.
Ce sont ses peintures historiques davantage que ses sujets militaires contemporains qui ont fait sa fortune (147). Scotland for Ever!, exposé à Londres au Egyptian Hall en 1881, reste sans doute une de ses œuvres les plus populaires (152). Dans un rendu de « l'immédiateté de la guerre », Elizabeth Thompson y représente la hardiesse du régiment des Scots Grey à la bataille de Waterloo contre les Français en faisant galoper leurs chevaux vers les spectateurs (154). Le titre fait allusion au cri qui berce la charge des Greys, faisant montre de leur appartenance ethnique et nationale. La majeure partie du régiment est cependant tuée après la victoire. Cette sympathie face au sacrifice et à l'identité nationale est récurrente dans l'œuvre d'Elizabeth Thompson, notamment dans Dawn of Waterloo ou Vestiges d'une armée, qui représentent les Scots Greys également, à Waterloo et lors de la Première guerre anglo-afghane, respectivement (154).

## Œuvres

### Peinture
- The Magnificat (1872)
- Missing (1873)
- Calling the Roll After An Engagement, Crimea (or The Roll Call (1874))
- Missed (1874)
- The 28th Regiment at Quatre Bras (1875)
- Balaclava (1876)
- The Return from Inkerman (1877)
- Vestiges d'une armée (1879)
- Listed for the Connaught Rangers (1879)
- The Defence of Rorke's Drift (1880)
- Scotland Forever! (1881)
- Tel-el-Kebir (1885)
- To the Front: French Cavalry Leaving a Breton City on the Declaration of War (1888-1889)
- Evicted (1890)
- The Camel Corps (1891)
- Halt in a Forced March (1892)
- The Rescue of the Wounded (1895)
- The Dawn of Waterloo (1895)
- Steady the Drums and Fifes (1897)
- Floreat Etona! (1898)
- Dawn at Waterloo (1898)
- The Morning of Talavera (1898)
- The Colours: Advance of the Scots Guards at the Alma (1899)
- Within Sound of Guns (1903)
- Stand Fast Craigellachie (1903)
- Rescue of Wounded, Afghanistan (1905)
- In vain! Rally for a last charge of the Cuirassiers (1912)
- The 16th Light Dragoons saving the remnants of the Union Brigade (1915)
- On the Morrow of Talavera (1923)
- The Dorset Yeoman at Agagia, 26th Feb. 1916 (1917)
- A Lament in the Desert (1925)
- In the Retreat from Mons: The Royal Horse Guards (1927)
- A Detachment of Cavalry in Flanders (1929)

### Littérature
- Letters from the Holy Land (London: A & C Black, 1903).
- From Sketch-book and Diary (London: A & C Black, 1909)
- An Autobiography (London: Constable & Co., Ltd., 1923).
- Autobiography (Sevenoaks: Fisher Press, 1993).  (ISBN 1-874037-08-6)

## Galerie

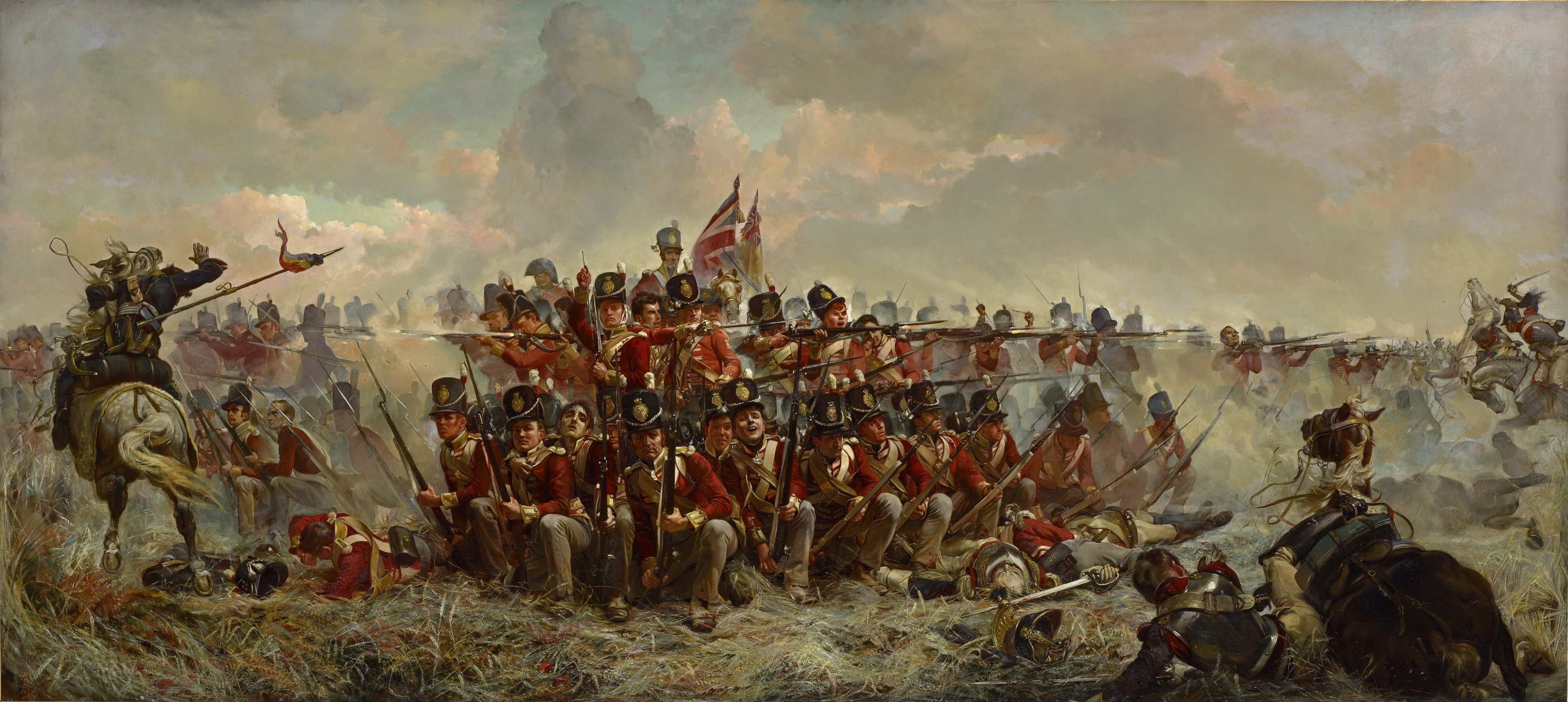
28th Regiment at Quatre Bras (en)
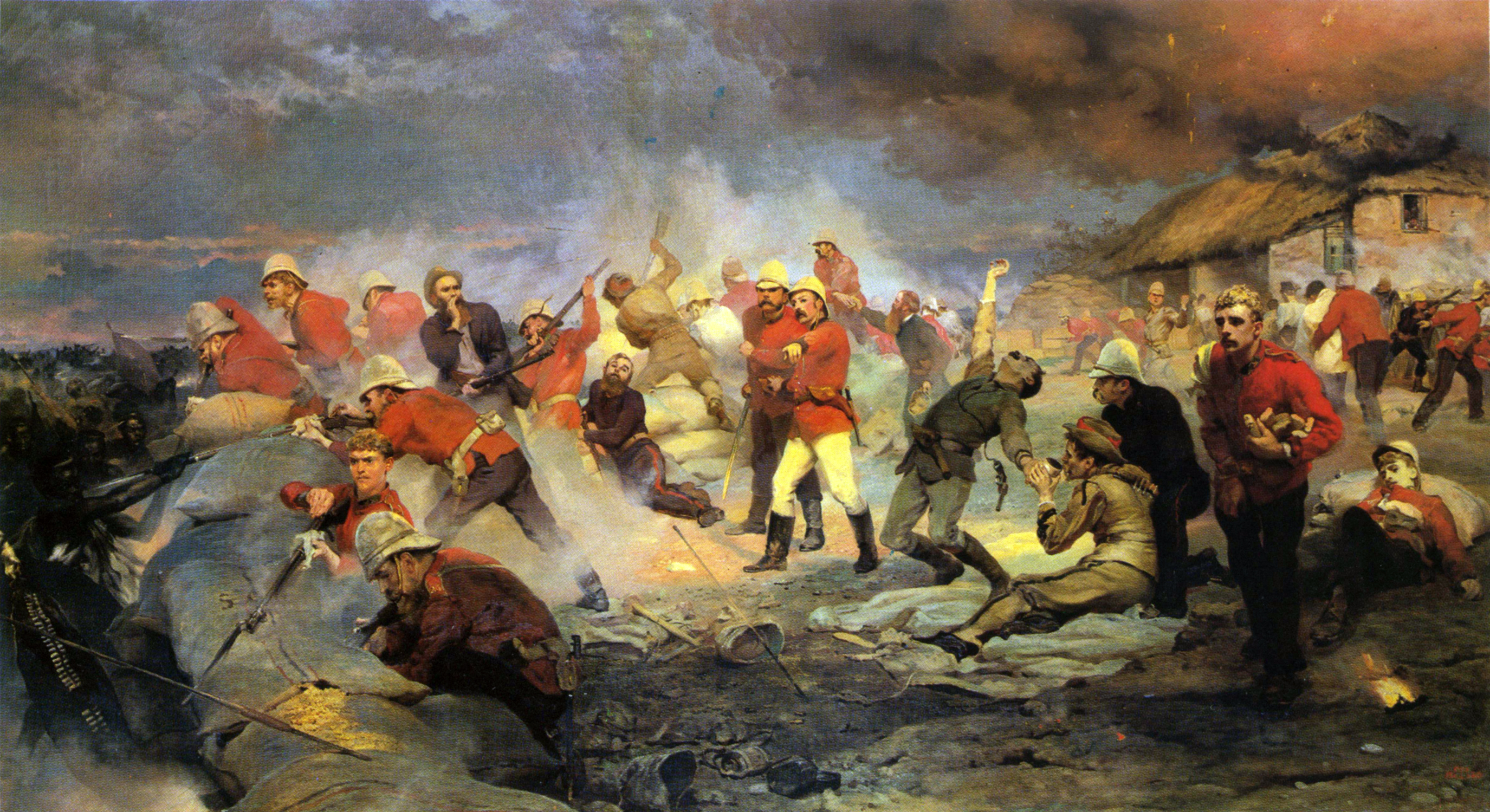
The Defence of Rorke's Drift
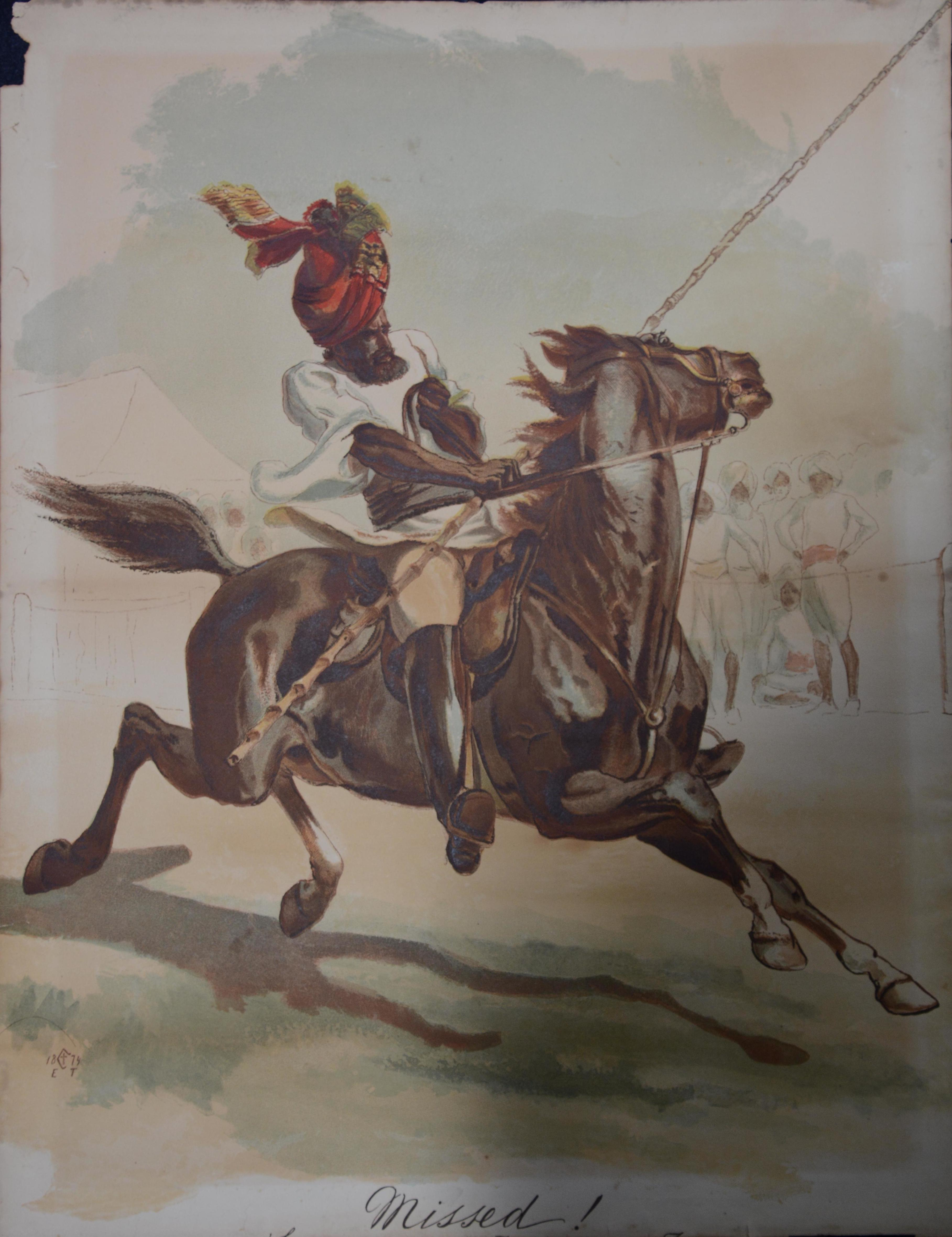
Missed
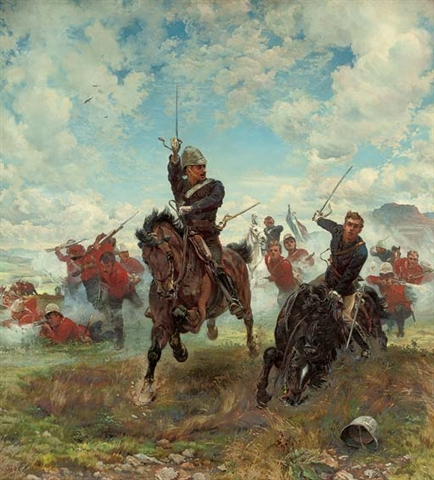
Floreat Etona!
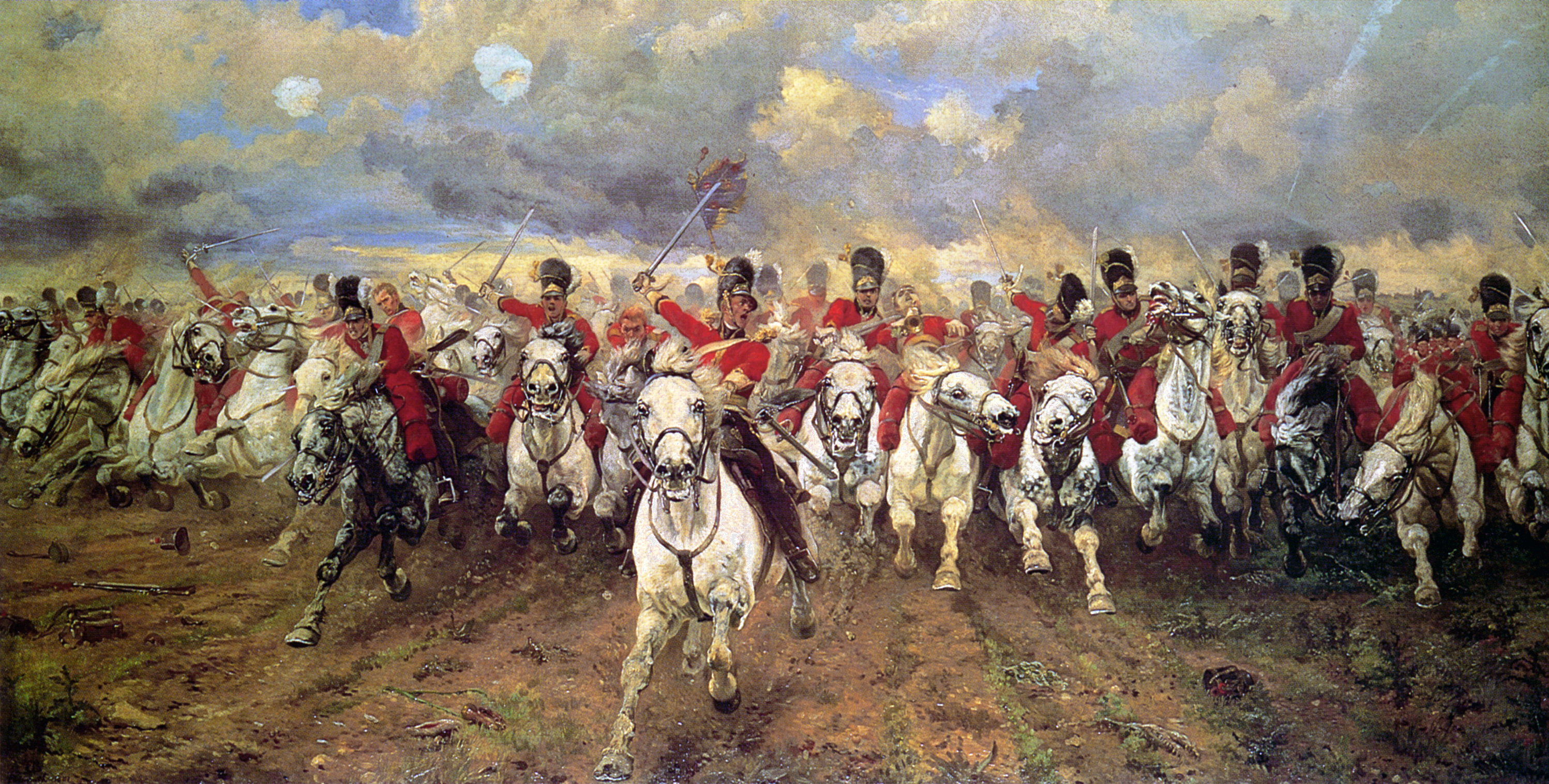
Scotland Forever! (en), 1881.